# I'm Raving
I'm Raving (Blouzním) je píseň německé skupiny Scooter z alba Wicked! z roku 1996. Jako singl vyšla píseň v roce 1996. Na rozdíl od předchozích písní ma I'm Raving tempo 138 BPM a objevuje se v něm progresivní vliv housové hudby, který Scooter použili poprvé.

## Seznam skladeb
1. I'm Raving (Radio Edit) - (3:36)
2. I'm Raving (Extended) - (5:06)
3. B-Site (www.Mix) - (5:35)
4. Loops And Pipes - (1:22)

## Umístění ve světě
| Hitparáda      | Umístění |
| -------------- | -------- |
| Švýcarsko      | 13       |
| Rakousko       | 4        |
| Finsko         | 2        |
| Švédsko        | 37       |
| Velká Británie | 33       |